# بيلي بارتي
بيلي بارتي (بالإنجليزية: Billy Barty)‏ مواليد 25 أكتوبر 1924 في بنسيلفانيا، الولايات المتحدة - الوفاة 23 ديسمبر 2000 في غلينديل، الولايات المتحدة، هو ممثل أمريكي بدأ مسيرته الفنية سنة 1927. امتدت مسيرته الفنية لأكثر من 73 عاما.

## أعماله
- حلم ليلة صيف (فيلم 1935)
- المنقذون في أستراليا
- سيد الخواتم (فيلم 1978)
- سادة الكون

## روابط خارجية
- بيلي بارتي على موقع IMDb (الإنجليزية)
- بيلي بارتي على موقع ألو سيني (الفرنسية)
- بيلي بارتي على موقع ميوزك برينز (الإنجليزية)
- بيلي بارتي على موقع أول موفي (الإنجليزية)
- بيلي بارتي على موقع قاعدة بيانات برودواي على الإنترنت (الإنجليزية)
- بيلي بارتي على موقع قاعدة بيانات برودواي على الإنترنت (الإنجليزية)
- بيلي بارتي على موقع قاعدة بيانات الأفلام السويدية (السويدية)
- بيلي بارتي على موقع إن إن دي بي (الإنجليزية)
- بيلي بارتي على موقع ديسكوغز (الإنجليزية)
- بيلي بارتي على موقع قاعدة بيانات الفيلم (الإنجليزية)